# Helena Rapaport
Helena Rapaport, född 1994 på Ekerö, är en svensk alpin skidåkare som framförallt tävlar i super-G och störtlopp. Hon tävlar för Mälaröarnas Alpina SK. I december 2015 gjorde hon debut i Alpina världscupen i samband med farttävlingarna i Lake Louise.  I maj 2017 meddelande Svenska Skidförbundet att Helena Rapaport fått en ordinarie plats i den alpina skidlandslaget i samband med deras satsning på fartgrenarna inför VM i Åre 2019.

## Familj
Helena Rapaport är brorsdotter till skådespelerskan Alexandra Rapaport och var syster till alpina friåkaren Matilda Rapaport.